# Calycosia
Calycosia é um género botânico pertencente à família Rubiaceae.